# Ingeborg Junge-Reyer
Pour les articles homonymes, voir Ingeborg.
Ingeborg Junge-Reyer, née le 1er novembre 1946 à Breckerfeld, est une femme politique allemande membre du Parti social-démocrate d'Allemagne (SPD).
Fonctionnaire puis secrétaire aux Affaires sociales et aux Finances de Berlin-Kreuzberg, entre 1977 et 1999, elle est quelques mois adjointe au maire du quartier, puis rejoint le sénat de Berlin comme secrétaire d'État. En 2004, elle est nommée sénatrice pour le Développement urbain dans la coalition rouge-rouge de Klaus Wowereit, puis bourgmestre deux ans plus tard, après les élections régionales. Elle quitte toutes ses fonctions en 2011.

## Formation et carrière
Après avoir passé son Abitur en 1967, elle suit pendant deux ans des études supérieures de philologie allemande et de géographie à Berlin, puis intègre l'académie administrative de Berlin, dont elle ressort huit ans plus tard. Elle intègre alors l'administration du quartier de Berlin-Kreuzberg.

## Vie politique
En 1989, elle est nommée secrétaire pour les Affaires sociales, la Santé et les Finances de Berlin-Kreuzberg sous la direction du nouveau maire du quartier, le social-démocrate Günter König. Maintenue en fonction par son successeur, Peter Strieder, en 1992, et le remplaçant de ce dernier, l'écologiste Franz Schulz, en 1996, elle est promue adjointe au maire trois ans plus tard.
Elle renonce à ses responsabilités locales quelques mois plus tard, pour devenir secrétaire d'État au sein du département du Travail, des Affaires sociales et des Femmes du sénat de Berlin, alors constitué d'une grande coalition conduite par Eberhard Diepgen. Elle passe en 2002 au département du Développement urbain, alors dirigé par Peter Strieder.

### Sénatrice de Berlin
Lorsque ce dernier démissionne, compromis dans l'affaire du financement du Tempodrom, Ingeborg Junge-Reyer est nommée, le 7 avril 2004, sénatrice pour le Développement urbain dans la coalition rouge-rouge de Klaus Wowereit. Elle est reconduite dans ses fonctions à la suite des élections de 2006, et accède, le 23 novembre, au statut de bourgmestre, c'est-à-dire adjointe du maire-gouverneur.
Le 24 novembre 2011, Michael Müller la remplace dans l'ensemble de ses fonctions, à la formation du Sénat Wowereit IV.